# Polystichum uniseriale
Polystichum uniseriale är en träjonväxtart som först beskrevs av Ren-Chang Ching och K. H. Shing, och fick sitt nu gällande namn av Li Bing Zhang. Polystichum uniseriale ingår i släktet Polystichum och familjen Dryopteridaceae. Inga underarter finns listade.